# Sladdarön

Sladdarön är en ö i norra Roslagen, Gräsö socken, Östhammars kommun i Uppsala län (nära gränsen till Norrtälje kommun).
Sladdarön är 3,4 km² stor. Ön skiljer sig från Ormön i väster och Stora risten i norr med smala sund men har ett få bofasta och fritidsboende jämfört med dessa öar trots att dessa är ungefär lika stora. Vissa mindre öar är numera ihopvuxna med Sladdarön, bland annat Bockön. Ön kan endast nås via båt, exempelvis från Singö eller Gräsö.
Sladdarön är 1543 omnämnd som frälsegods och arrendet har därefter gått i arv i flera generationer. År 1857 såldes ön av släkten af Ugglas till en ung familj från Singö. Maken avled redan ett år senare men hustrun Mathilda drev jordbruket vidare till 1865 då hon sålde ön till en engelsk gruvägare som började bryta järnmalm på ön. Järnhalten var dock inte så hög som man hade hoppats och gruvan gick i konkurs 1868. Mathilda, som nu hade gift om sig, köpte tillbaka ön på exekutiv auktion och byggde ut jordbruket för de pengar hon tjänat på affären. År 1908 köptes ön av Helge Ax:son Johnson och ön är i familjen Ax:son Johnssons ägo sedan dess. Jordbruket drevs vidare in på 1950-talet då den siste arrendatorn flyttade därifrån.